# The Thermals
The Thermals sono stati un gruppo indie rock fondato nel 2002 a Portland. Il gruppo era composto da Hutch Harris (voce e chitarra), Kathy Foster (basso) e Westin Glass (batteria).
Ad aprile 2018 la band ha annunciato lo scioglimento.

## Storia del gruppo

### Gli inizi e il debutto discografico
Entrambi originari di Portland e dopo aver militato insieme nei gruppi Haelah, The Urban Legends e Hutch and Kathy
, agli inizi del 2002 Hutch Harris e Kathy Foster formarono insieme al chitarrista Ben Barnett e al batterista Jordan Hudson i The Thermals. Nell'autunno dello stesso anno firmarono un contratto con l'etichetta Sub Pop grazie alla segnalazione del cantante dei Death Cab for Cutie, Ben Gibbard.
Nel 2003 Ben Barnett abbandonò la formazione poco dopo la pubblicazione del debut album More Parts per Million a causa del crescente successo dei Kind of Like Spitting, di cui è leader, costringendo nuovamente Harris a eseguire le parti di chitarra. Sempre 2003 in un articolo apparso su Willamette Week'

### L'aumento di notorietà e i problemi di formazione
Nel 2004 vide la luce il secondo lavoro del gruppo, Fuckin A, pubblicato sempre per la Sub Pop. I Thermals iniziavano a farsi conoscere, tanto che nel 2005 la Hummer (marchio della General Motors nel settore fuoristrada) offrì 50000 dollari per poter usare la canzone It's Trivia in una sua pubblicità, ma l'offerta venne rifiutata dal gruppo. Nel 2005 anche Jordan Hudson abbandonò il gruppo, costringendo Hutch e Kathy a spartirsi le parti di batteria durante le registrazioni del terzo album. The Body, The Blood, The Machine, venne licenziato nel 2006 con la produzione di Brendan Canty, batterista dei Fugazi.In questo stesso anno la canzone " I Hold The sound" è stata inserita nella colonna sonora del gioco per console NHL 2K7. Sempre nel 2006 la band trovò un nuovo batterista aggregando Lorin Coleman di cui è stato annunciato l'addio alla band (definito amichevole) nel marzo 2008.
Nel 2007 la canzone Here's your Future è stata inserita al termine della seconda puntata della terza stagione del telefilm Weeds (durante i titoli di coda), mentre A Pillar of Salt è una traccia demo del lettore multimediale di Microsoft, Zune. Nel 2009 i The Thermals abbandonano la loro storica casa discografica, la Sub Pop, siglando un accordo con l'etichetta indie Kill Rock Stars con cui, nell'Aprile dello stesso anno, pubblicano il loro quarto album in studio Now We Can See. Sempre nel 2009 il primo singolo tratto dall'album, l'omonimo Now We Can See, è stato inserito nella colonna sonora dell'ultimo episodio della seconda stagione del telefilm Chuck, come canzone d'apertura della puntata.

### Anni 2010
Il gruppo ha pubblicato il suo quinto album, Personal Life, il 13 settembre 2010.
Sempre nello stesso anno la canzone A pillar of salt viene inserita come traccia nel videogioco Skate 3, uscito nel mese di marzo.
Nel 2013 è la volta di Desperate Ground.

## Formazione

### Formazione attuale
- Hutch Harris - voce, chitarra
- Kathy Foster - basso
- Westin Glass - batteria

### Ex componenti
- Ben Barnett - chitarra (2002-2003)
- Jordan Hudson - batteria (2002-2005)
- Lorin Coleman - batteria (2006-2008)

## Discografia

### EP e Singoli
- 2003 - No Culture Icons
- 2007 - A Pillar of Salt
- 2008 - Returning to the Fold
- 2009 - Now We Can See
- 2009 - We Were Sick
- 2010 - Canada
- 2010 - Separate
- 2010 - I Don't Believe You
- 2011 - The Thermals/The Cribs split 7"
- 2011 - Never Listen To Me Maxi-Single
- 2011 - Not Like Any Other Feeling

### Album
- 2003 - More Parts per Million
- 2004 - Fuckin A
- 2006 - The Body, The Blood, The Machine
- 2009 - Now We Can See
- 2010 - Personal Life
- 2013 - Desperate Ground
- 2016 - We Disappear

### Live
- 2007 - Insound Tour Support 2.0
- 2008 - LIVE at the Echoplex - December 7th, 2007

### Apparizioni in Raccolte
- 2003 - The Wonder of the Underground Pressed On Plastic, Vol. 1
- 2004 - Sub Pop: Patient Zero
- 2006 - To Elliott: From Portland
- 2006 - Terminal Sales Vol. 2: This Delicious
- 2007 - Bridging the Distance: a Portland, OR covers compilation